# Елдон Джон Ґарднер
Елдон Джон Ґарднер (англ. Eldon John Gardner) (5 червня 1909, Лоґан, Юта — 1 лютого 1989 Лоґан, Юта) — американський генетик. Був професором зоології в Університеті штату Юта, у коледжі Салінас у Каліфорнії та Ютському університеті. Також був дослідником у галузі генетики, письменником та адміністратором. На його честь названий синдром Ґарднера — спадковий поліпоз прямої кишки. Займався дослідженнями раку.
Ґарднер також опублікував кілька підручників:
- Genetics Laboratory Investigations (1952)
- Principles of Genetics was first published (1960)
- History of Biology (1965)
- General Zoology (1967)
- Human Heredity (1983).